# Aglaonema cordifolium
Aglaonema cordifolium är en kallaväxtart som beskrevs av Adolf Engler. Aglaonema cordifolium ingår i släktet Aglaonema och familjen kallaväxter. Inga underarter finns listade.